# Закревский, Андрей Осипович
Андре́й О́сипович Закре́вский (1742 — 6 февраля 1804, Москва) — русский государственный деятель, директор Императорской Академии художеств (1774—1784), президент Медицинской коллегии (1785—1794), Санкт-Петербургский уездный предводитель дворянства; тайный советник.

## Происхождение
Отец — Иосиф (Осип) Лукьянович Закревский — киевский полковой есаул, впоследствии генеральный бунчужный.
Мать — Анна Григорьевна, урождённая Разумовская, сестра Алексея (генерал-фельдмаршала, фаворита императрицы Елизаветы Петровны) и Кирилла (генерал-фельдмаршала, гетмана войска Запорожского) Разумовских.

## Биография
Воспитывался при дворе императрицы Елизаветы Петровны. В 1760—1764 годах вместе с братом Григорием и тремя двоюродными братьями учился в Женеве.
С 1764 года продолжал числиться в службе по гвардии, затем перешёл в армию. Около 1769 года вышел в отставку в звании полковника.
10 июля 1774 года собрание совета Императорской Академии художеств ходатайствовало перед президентом академии И. И. Бецким о назначении директора Академии; кандидатура А. О. Закревского, не художника, была предложена в связи с тем, что ни один из адъюнкт-ректоров Академии, по уставу имевших право на директорство, не был «сведущ в российском языке», тогда как всё делопроизводство велось по-русски. 4 августа 1774 года определением совета Академии А. О. Закревский был утверждён в должности директора. 17 октября 1776 года ему был присуждён диплом почётного академика Испанской Академии художеств в Валенсии.
28 июня 1778 года произведён в статские советники. 26 июля 1781 года, по именному Высочайшему указу, ему пожалована была «в Петербургском округе на Выборгской стороне, между дач Парголовой, Муриной, Тепловой и Головиной пустопорозжая казенная земля, мерою в 746 десятин и 100 квадратных саженей». Был попечителем Санкт-Петербургского воспитательного дома.
Указом Правительствующего Сената от 11 мая 1784 года назначен советником правления банков для вымена государственных ассигнаций, в связи с чем уволился от должности директора Академии художеств.
В 1785—1794 годах состоял председателем Медицинской коллегии; в эти годы был произведён в действительные статские советники, затем — в тайные советники.
Избирался Санкт-Петербургским уездным предводителем дворянства. 10 февраля 1789 года внесен в 1-ю часть родословной книги Санкт-Петербургской губернии.
Похоронен в Спасо-Андрониевском монастыре (Москва; на надгробии он был обозначен как действительный статский советник, а не тайный).

## Семья
Жена — княжна Mария Ивановна Одоевская (1736—20.02.1787), фрейлина Высочайшего Двора, дочь елизаветинского сановника И. В. Одоевского. Скончалась от водянки, похоронена на кладбище Александро-Невской лавры. Дети:
- Прасковья (1765—1816) — замужем за Павлом Сергеевичем Потёмкиным; внуки:
  - Григорий (1786 — 26.08.1812, погиб под Бородино),
  - Алексей (1787—1858, был женат на княжне Елизавете Петровне Трубецкой)[6] (этого сына П. С. Потёмкина звали Сергеем; ссылка на примечание 5 некорректна);
- Дмитрий (1769 — до 1835); внук:
  - Андрей — был близким другом М. Ю. Лермонтова[7];
- Екатерина (род. 1770);
- Марина (1773—1807);
- Анна (1775—1841), замужем за Александром Степановичем Лавинским;
- Елизавета, замужем за графом Дмитрием Борисовичем Толстым (1763—1844); внуки:
  - Сергей (род. 6.4.1794)
  - Николай (род. 22.6.1795)
  - София (род. 1801)
  - Александр (1806 — 16.7.1873)
  - Модест (род. 22.4.1809).